# Rainier III.
Rainier (Louis Henri Maxence Bertrand) Grimaldi (31. května 1923 Monaco-Ville – 6. dubna 2005 Monaco-Ville) byl monacký kníže, který 56 let (1949–2005) vládl Monackému knížectví.

## Rodina
Rainier byl jediným synem monacké kněžny Charlotty a Pierra z Polignacu. Měl jediného sourozence, o dva roky starší princeznu Antoinettu. Jeho dědeček Ludvík II. Monacký byl generálem francouzské armády za druhé světové války. Rainerovým nástupcem je od roku 2005 syn Albert II.
V roce 1956 se oženil se známou americkou herečkou Grace Kellyovou. Proti tvrzením, že sňatek byl pouze reklamní tah, se Rainier ohrazoval tím, že Grace opravdu miluje. Tomu nasvědčoval také fakt, že se po její smrti v roce 1982 již neoženil.

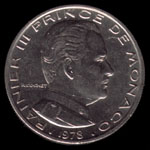
Podobizna knížete Rainiera III. na minci, monacký frank 1978

## Vláda
V prvních letech jeho vlády se do záležitostí státu zapletl řecký lodní magnát Aristoteles Onassis, který převzal kontrolu nad Société des Bains de Mer. Kníže Rainier znovu získal kontrolu nad SBM v roce 1964.
Za svoji dlouhou vládu Monako velmi pozvedl a dovedl ho do OSN a do Rady Evropy.

### Zrealizované plány
- 1958: Začátek stavby čtvrti Larvotto (54 000 m2).
- 1959: Schůze expertů z 30 zemí na téma eliminace radioaktivního odpadu.
- 1965: Začátek stavby čtvrti Fontvieille (220 000 m2).
- 1985: Otevření stadionu Louis-II. Čtvrť Fontvieille je dokončena.
- 28. květen 1993: Přijetí Monaka do OSN
- 1999: Otevření nového monackého nádraží
- Leden 2000: Začátek stavby nového (450 m) přístavního mola.